# Howard Everest Hinton
Howard Everest Hinton (24 agosto 1912 – 2 agosto 1977) è stato un entomologo britannico.

## Biografia
Membro della Royal Society. Possedeva una conoscenza approfondita degli insetti, con una particolare predilezione per i coleotteri.

Pubblicò 309 lavori scientifici, molti dei quali riguardanti l'anatomia e la tassonomia degli insetti. Fondò e pubblicò il Journal of Insect Physiology ed introdusse per primo, all'interno della metamorfosi dell'insetto, il concetto di "fase farata", stadio in cui è già stato prodotto un esoscheletro (zoologia) per l'ecdisi, ma l'animale rimane ancora rinchiuso all'interno delle vestigia del vecchio esoscheletro. Fu uno dei primi sostenitori della teoria della deriva dei continenti, che utilizzò per spiegare la presenza dei coleotteri acquatici della famiglia Elmidae (specie non migratorie) nei fiumi della Nuova Guinea e dell'Australia settentrionale.
Studiò attentamente le uova degli insetti, con particolare attenzione ai processi della respirazione.
Hinton crebbe in Messico e frequentò l'Università della California a Berkeley. Dopo il dottorato di ricerca in Biologia presso l'Università di Cambridge, iniziò a lavorare al Museo di storia naturale di Londra. Nel 1949 passò all'Università di Bristol, dove rimase per il resto della vita.
Nel 1938 Hinton sposò Margaret Clark, un'insegnante, ed ebbe quattro figli: Charlotte, che divenne preside, James che diventò docente di storia presso l'Università di Warwick, Geoffrey, in seguito docente di informatica all'Università di Toronto, e Teresa, che è ricercatrice in Scienze Politiche in Tasmania.
Il padre di Howard, George, era un ingegnere minerario ed un botanico (laureato sia ingegneria che biologia)  che si occupava di miniere d'Argento in Messico; durante la propria attività ebbe occasione di collezionare numerosi reperti botanici, alcuni dei quali si trovano oggi nei Kew Gardens. Il nipote di Howard, anch'esso di nome George, possiede una fattoria in Messico, ed ha scoperto un genere di Cactaceae che da lui prende il nome.
Howard Hinton è il pronipote di George Boole, il fondatore della logica matematica. Tra i suoi cugini si ricordano Joan Hinton, una delle poche scienziate di Los Alamos che in seguito si spostarono a Pechino, e William Hinton, autore di Fanshen, un libro sulla Rivoluzione Cinese, che egli poté osservare in prima persona mentre lavorava per conto delle Nazioni Unite nel 1949. Il nonno di Howard, Charles Howard Hinton, fu un matematico che si occupò del concetto di spazio quadridimensionale, e che dovette abbandonare l'Inghilterra vittoriana in quanto ritenuto colpevole di bigamia.
Howard Hinton fu eletto membro della Royal Society il 16 marzo 1961. Tra i suoi studenti ricordiamo Robin Baker e Geoff Parker. I suoi scritti sono conservati presso l'Università di Bristol, dove operò. Le sue collezioni entomologiche sono in gran parte patrimonio del Natural History Museum di Londra.

## Pubblicazioni (elenco parziale)
- Hinton, H. E. (1936) - Studies in the Mexican and Central American Eupariini (Coleoptera-Scarabaeidae). University of California Press, 4 pp.
- Hinton H. E. & Howarth Halstead, D. G. (1939) - Drawings for "Keys for the Identification of Beetles Associated with Stored Products. 1 - Introduction and Key to Families".
- Hinton, H. E. (1939) - An inquiry into the natural classification of the Dryopoidea, based partly on a study of their internal anatomy (Col.). Transactions of the Royal Entomological Society of London, 89: 133-184.
- Hinton, H. E. (1940) - A monographic revision of the Mexican water beetles of the family Elmidae, 396 pp.
- Corbet, A. S. & Hinton, H. E. (1943) - Insect pests of food. H.M. Stationery off., 148 pp.
- Hinton, H. E. (1945) - A monograph of the beetles associated with stored products. Order of the Trustees of the British Museum.
- Hinton, H. E. (1945) - On the Structure, Function, and Distribution of the Prolegs of the Panorpoidea: With a Criticism of the Berlese-Imms Theory. Royal Entomological Society of London, 91 pp.
- Hinton, H. E. (1947) - On the Reduction of Functional Spiracles in the Aquatic Larvae of the Holometabola: With Notes on the Moulting Process of Spiracles.
- Hinton, H. E. (1955) - Protective Devices of Endopterygote Pupae. Society for British Entomology, 43 pp.
- Hinton, H. E. (1955) - On the respiratory adaptations, biology, and taxonomy of the Psephenidae, with notes on some related families (Coleoptera). Proceedings of the Zoological Society of London, 135: 543-568.
- Hinton, H. E. (1960) - The Structure and Function of the Respiratory Horns of the Eggs of Some Flies. Royal Society, 29 pp.
- Hinton, H. E. (1965) - A revision of the Australian species of Austrolimnius (Coleoptera: Elmidae). Australian journal of zoology 13: 97-172.
- Hinton, H. E. & Dunn, A. M. S. Dunn (1967) - Mongooses; Their Natural History and Behaviour. University of California Press, 144 pp.
- Hinton, H. E. (1970) - Drawings of Coleoptera for Various Publications. 100 pp.
- Hinton, H. E. (1971) - The Elmidae (Coleoptera) of Trinidad and Tobago. British Museum (Natural History), 265 pp.
- Hinton, H. E. (1974) - The Truth about ESP: What it Is, how it Works and how You Develop it. Wiley Law Publications, 172 pp.
- Hinton, H. E. (1981) - Biology of insect eggs. Pergamon Press. 1125 pp.